# Nantilly
Nantilly – miejscowość i gmina we Francji, w regionie Burgundia-Franche-Comté, w departamencie Górna Saona.
Według danych na rok 1990 gminę zamieszkiwało 456 osób, a gęstość zaludnienia wynosiła 46 osób/km² (wśród 1786 gmin Franche-Comté Nantilly plasuje się na 340. miejscu pod względem liczby ludności, natomiast pod względem powierzchni na miejscu 439.).